# 사크레쾨르 대성당

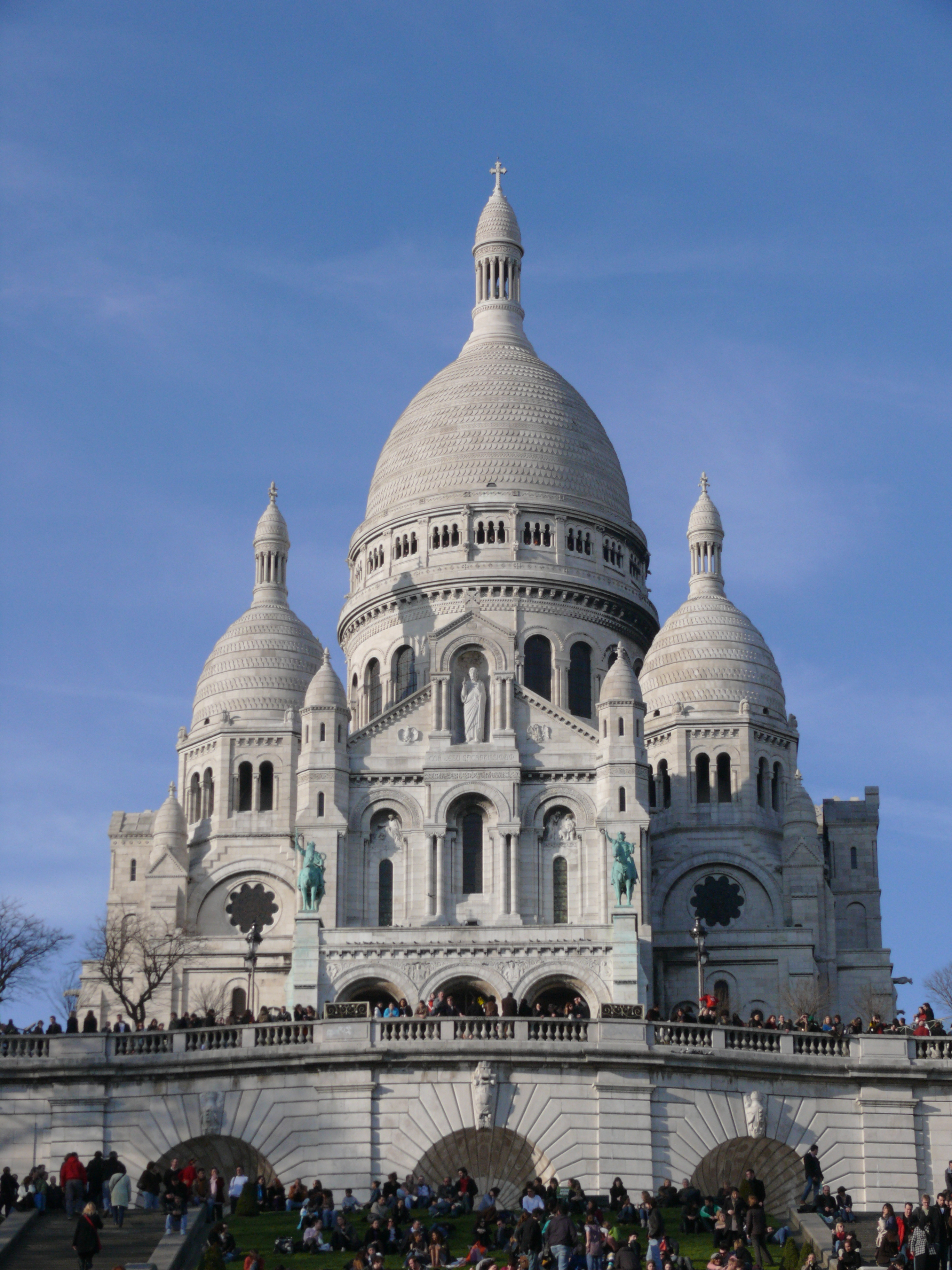
사크레쾨르 대성당

사크레쾨르 대성당(프랑스어: Basilique du Sacré-Cœur 바실리크 뒤 사크레쾨르[*])은 프랑스 파리의 몽마르트르 언덕 위에 있는 대성당이다. 프랑스가 프로이센과의 전쟁에서 패한 뒤 침체된 국민의 사기를 고양시킬 목적으로 모금한 돈으로 만들어졌다. 1876년에 기공되어 1910년에 완성되었으나 제1차 세계 대전에서 독일의 항복 후에 헌당식을 했다. 성당 앞에 잔 다르크의 동상이 있고 비잔틴 양식으로 하얀 돔이 우아한 자태로 솟아 있는 모습이 무척 아름답다. 기념비는 매일 오전 6시 30분부터 오후 10시 30분까지 개방된다.

## 같이 보기
- 전몰자의 계곡